# Asperula brachyphylla
Asperula brachyphylla là một loài thực vật có hoa trong họ Thiến thảo. Loài này được Trigas & Iatroú mô tả khoa học đầu tiên năm 2003.